# Leptochelina jaujensis
Leptochelina jaujensis är en tvåvingeart som beskrevs av Artigas 1970. Leptochelina jaujensis ingår i släktet Leptochelina och familjen rovflugor. Inga underarter finns listade i Catalogue of Life.